# Veronica Kilabat
Veronica Kilabat, född 16 mars 1996, är en kenyansk volleybollspelare (högerspiker). Hon spelar för Kenya Defence Forces. Med landslaget deltog hon i U23-VM 2017 och VM 2022.